# Marcovaldo ovvero Le stagioni in città
Marcovaldo ovvero Le stagioni in città è una raccolta di venti novelle di Italo Calvino, alcune delle quali già uscite a episodi sulle pagine de L'Unità, organo editoriale del Partito Comunista Italiano, all'epoca in cui Calvino ne era militante. La prima edizione fu pubblicata nel novembre del 1963 in una collana di libri per ragazzi di Giulio Einaudi Editore.

## Struttura
Il sottotitolo Le stagioni  si rifà alla struttura dei racconti, associati ognuno a una delle quattro stagioni dell'anno. Protagonista di tutti i racconti è Marcovaldo, un manovale con problemi economici, ingenuo, sensibile, inventivo, interessato al suo ambiente e un po' buffo e melanconico. Ogni tanto prendono posto anche i suoi figli, Michelino, Filippetto, Paolino, Isolina, Teresina

## Ambientazione
I racconti sono ambientati in una grande città imprecisata: anche se l'autore non ne fa il nome, con ogni probabilità l'ispirazione fu presa da Torino, dove Calvino lavorò e visse per molti anni. Il fiume, le colline prossime alla città, le montagne e i grandi corsi sono infatti tutti elementi che compaiono nei racconti e sono caratteristici del capoluogo piemontese. Tuttavia questa città è simbolo di ogni città, con cemento, ciminiere, fumo, grattacieli e traffico, e Marcovaldo ne è il cittadino per antonomasia. Anche la ditta Sbav, presso cui Marcovaldo lavora, è la ditta per eccellenza, simbolo di tutte le ditte, e proprio per questo non si sa né cosa vi si produca, né cosa vi si venda, né il contenuto degli imballaggi che il protagonista sposta e trasporta tutto il giorno.
Le avventure che si susseguono mostrano come la società delle città moderne possa arrivare a influenzare le persone e il loro rapporto con la natura.

## Personaggi
I personaggi principali sono i membri della numerosa famiglia di Marcovaldo, che è sposato con Domitilla e ha sei figli: Michelino, Filippetto, Paolino, Pietruccio, Isolina e Teresina. Altri personaggi sono poco più che comparse e intervengono in singoli racconti: lo spazzino Amadigi; il vigile notturno Tornaquinci; il disoccupato Sigismondo; il presidente del consiglio d'amministrazione Alboino; il signor Rizieri, pensionato; il cavalier Ulrico; l'agente Astolfo; la signora Diomira; il dottor Godifredo, agente di pubblicità luminosa. Un'eccezione è il caporeparto Viligelmo, che ha un certo spazio in diversi racconti ("Il piccione comunale", "La pioggia e le foglie" ecc.).

## Trama

### Funghi in città (primavera)
Mentre aspetta il tram per andare al lavoro, Marcovaldo scopre dei funghi cresciuti su un’aiuola a lato di un corso cittadino. Credendo di aver trovato un angolo di natura in città noto solo a lui, Marcovaldo sorveglia a lungo i funghi, aspettando il momento di poterli raccogliere e mangiare, temendo che altre persone, come lo spazzino Amadigi, possano scoprirli e impossessarsene prima di lui. Al momento di raccogliere i funghi coi propri figli, Marcovaldo apprende però da Amadigi che ne sono spuntati molti altri lungo il corso e decide quindi di spargere la voce. Tutti i presenti si precipitano a raccogliere i funghi, solo per scoprire in seguito che erano velenosi. Si ritrovano quindi più tardi tutti nella corsia dell'ospedale, dopo una lavanda gastrica.

### La villeggiatura in panchina (estate)
Nelle notti d’estate, Marcovaldo si sente soffocare in casa sua, dove dormono tutti in una sola camera. Immagina allora quanto sarebbe fresco e riposante dormire su una panchina in una piazza alberata che attraversa ogni mattina per recarsi al lavoro e svegliarsi poi al mattino al canto degli uccelli. Una notte esce nascostamente di casa e raggiunge la panchina, trovandola però occupata da una coppia che sta litigando. Marcovaldo deve quindi attendere a lungo prima di potersi distendere sulla panchina e, quando finalmente ci riesce, viene disturbato dalla luce di un semaforo lampeggiante, dai rumori di un cantiere e dall'odore dei bidoni dei rifiuti, che gli impediscono di trovare il sonno tranquillo desiderato. Alla fine Marcovaldo, sfinito, si addormenta, venendo poi svegliato al mattino dal getto un idrante e dal rumore del traffico attorno a lui. Niente è andato come previsto. Corre quindi al lavoro dolorante e con gli occhi impastati.

### Il piccione comunale (autunno)
Vedendo uno stormo di beccacce che volano in cielo, Marcovaldo ha l'idea di cercare di catturarle, per poterle mangiare arrosto. Cosparge allora di granoturco il terrazzo del condominio in cui vive, spalmando di colla i parapetti e i fili per la biancheria. Tutto ciò che riesce a catturare è però un povero piccione, che si rivelerà poi essere proprietà dell'amministrazione comunale, rovinando oltretutto il bucato steso ad asciugare.

### La città smarrita nella neve (inverno)
In città è caduta la neve. Marcovaldo sente la neve come amica, come qualcosa che, ricoprendo tutti gli elementi della città, annulla la gabbia di muri in cui è imprigionata la sua vita. Al lavoro, viene incaricato di spalare il cortile antistante la ditta e, con i mucchi di neve, crea strade tutte sue. D'un tratto però, viene seppellito da un gran cumulo di neve caduto da un tetto, che gli dà l’aspetto di un pupazzo di neve. Scongelatosi grazie a una grata da cui esce aria calda, Marcovaldo si ritrova con un fortissimo raffreddore. Un suo starnuto, forte come lo scoppio di una bomba, fa sollevare tutta la neve dal cortile, che si ripresenta con le forme di tutti i giorni, spigolose e ostili.

### La cura delle vespe (primavera)
Su un vecchio ritaglio di giornale usato per incartare il suo pranzo, Marcovaldo legge di poter curare i reumatismi con il veleno d'api. Cattura allora alcune vespe e testa il metodo con l'aiuto dei suoi famigliari e del decrepito signor Rizieri. Presto la voce si sparge e Marcovaldo improvvisa un ambulatorio medico in casa sua, mentre i suoi figli si occupano di catturare le vespe. Un giorno però l'imprudente Michelino si avvicina troppo a un vespaio, venendo inseguito fino a casa da un nugolo di vespe inferocite. Marcovaldo, la sua famiglia e i suoi pazienti finiscono così tutti all’ospedale per le punture.

### Un sabato di sole, sabbia e sonno (estate)
Marcovaldo si reca coi figli sulle rive del fiume per fare delle sabbiature che lo curino dai reumatismi, ma non riesce a trovare uno strato di sabbia asciutta abbastanza spesso. Si accorge allora che due renaioli hanno appena lasciato un gran mucchio di sabbia filtrata su una chiatta e quando i due se ne vanno, vi sale sopra, facendosi ricoprire di sabbia dai figli. Uno di loro però, scioglie l'ormeggio che trattiene la chiatta e Marcovaldo si ritrova a scendere lungo il fiume, spinto dalla corrente. Non si sposta tuttavia dalla propria posizione, non volendo perdere il beneficio della sabbiatura. Sull'orlo di una rapida, il barcone si incaglia e Marcovaldo viene catapultato per aria, scorgendo sotto di lui una gran folla di bagnanti che, con le loro attrezzature, occupano ogni centimetro quadrato del fiume. Neanche una goccia d'acqua lo bagnerà.

### La pietanziera (autunno)
Per la pausa pranzo, al lavoro, Marcovaldo si porta il cibo da casa in una pietanziera, che gli prepara la moglie Domitilla. Ogni giorno ha grandi aspettative su quanto potrebbe contenere, ma resta regolarmente deluso, trovandovi dentro gli avanzi della sera prima. Avendo sua moglie comprato una grossa quantità di salsiccia di pessima qualità, per tre giorni di seguito Marcovaldo trova salsicce e rape nella pietanziera. Il quarto giorno, camminando per strada con la pietanziera in mano rifiutandosi di mangiare, si sente chiamare da un bambino alla finestra di una villa, il quale rifiuta a sua volta di mangiare il suo pranzo, ovvero frittura di cervella. I due si scambiano allora il cibo e iniziano entrambi a mangiare soddisfatti. Vengono però interrotti dalla governante, la quale, temendo che Marcovaldo intenda rubare le posate d’argento, lo costringe a restituire la frittura e gli lancia dietro la pietanziera, ammaccandola.

### Il bosco sull'autostrada (inverno)
In una fredda sera d’inverno viene a mancare la legna per la stufa. Marcovaldo esce allora di casa in cerca di legna ma, vivendo in città, ne trova assai poca. Nel frattempo i suoi figli, dopo aver consultato un testo scolastico, escono a loro volta alla ricerca di un bosco, per fare legna. Essendo nati in città e non avendo mai visto un bosco però, iniziano ad abbattere i cartelloni pubblicitari lungo l'autostrada, scambiandoli per alberi. Quando Marcovaldo rientra e trova la stufa accesa, decide di seguire il loro esempio e si recano tutti a tagliare altri cartelli. Dopo una segnalazione, giunge sul posto l'agente Astolfo della polizia stradale, il quale però, essendo assai miope, scambia Marcovaldo e i suoi famigliari per parti integranti dei cartelloni pubblicitari.

### L'aria buona (primavera)
Il dottore dice a Marcovaldo che i suoi figli hanno bisogno di respirare un po' di aria buona, a una certa altezza e di correre sui prati. Un sabato pomeriggio, Marcovaldo li porta allora in collina. I figli sono inizialmente spaesati in quell'ambiente a loro sconosciuto, ma si buttano poi felici a giocare. Da lassù la città appare triste e plumbea e Marcovaldo riflette su quanto sarebbe bello vivere lì. Prima di rientrare, incontra i degenti di un sanatorio in libera uscita e, parlando loro, scopre che essi hanno invece nostalgia della città e sono tristi per esserne stati separati a causa della loro salute.

### Un viaggio con le mucche (estate)
In una afosa notte d'estate, Marcovaldo si accorge del passaggio di una mandria di mucche che attraversano la città guidate dai pastori, dirette verso le montagne. Scende allora in strada coi figli per assistere all'insolito evento. Il figlio maggiore Michelino sfugge all'attenzione del padre e segue nascostamente quei curiosi animali. Inizialmente preoccupato, Marcovaldo apprende nei giorni successivi che il figlio sta bene e sta trascorrendo le giornate sulle montagne. Prova allora invidia per Michelino, immaginando che il figlio stia vivendo una piacevole villeggiatura al fresco, immerso nella natura. Quando però, alla fine dell'estate, Michelino ritorna, rivela di essere invece stato costretto a lavorare duramente per tutto il tempo, peraltro sottopagato e che la vita contadina è dura e frenetica quanto quella urbana.

### Il coniglio velenoso (autunno)
Prima di venire dimesso dall'ospedale, Marcovaldo si accorge di un coniglio tenuto in gabbia in un laboratorio e lo libera, portandolo a casa con sé. Marcovaldo sogna di ingrassarlo per mangiarlo a Natale, o allestire addirittura un allevamento, ma sul lavoro viene rintracciato dalle forze dell'ordine e dal medico, il quale lo informa che al coniglio è stato iniettato un virus di una grave malattia contagiosa. Nel frattempo, il coniglio sfugge alle cure dei figli di Marcovaldo e scappa sui tetti. Inizialmente, coloro che lo notano cercano di offrirgli cibo, per cercare catturarlo e mangiarlo, ma quando si sparge l'allarme, viene cacciato e tutti si ritraggono spaventati. Alla fine il coniglio cade da un tetto, finendo tra le mani di un pompiere che lo carica su un'ambulanza diretta all'ospedale, su cui si trovano anche Marcovaldo e la sua famiglia.

### La fermata sbagliata (inverno)
Spesso Marcovaldo si reca al cinema, dove immagina di vivere molte avventure, sfuggendo alla monotonia della città. Una sera, uscendo dal cinema, si trova immerso in una nebbia fittissima. Dopo aver preso il solito tram per tornare a casa, continua a fantasticare sul film che ha visto, finendo così per scendere alla fermata sbagliata. A quell’ora tarda, non distingue alcun elemento famigliare, nella fitta nebbia. Prova allora a chiedere informazioni sulla via da seguire a un passante e in un'osteria, ottenendo però solo risposte confuse e inutili. Dopo molte peripezie, tra cui una camminata in cima a un muro, Marcovaldo incontra un uomo con una tuta gialla, che gli indica di salire su quello che gli pare uno strano autobus. Marcovaldo esegue, ma dopo la partenza scopre di essersi invece imbarcato su un aereo diretto in India.

### Dov'è più azzurro il fiume (primavera)
Per fornire alla famiglia cibi salutari, senza conservanti e non passati tra le mani di speculatori, Marcovaldo decide di provare a pescare. Cerca allora un tratto di fiume lontano dalla città, dove l'acqua non sia inquinata. Un giorno Marcovaldo scopre un alveo del fiume nascosto, più azzurro che mai. Dopo essersi fatto prestare l'occorrente da alcuni colleghi, una mattina, prima di andare al lavoro, si reca quindi sul posto e riesce a pescare molte tinche. Subito dopo però, una guardia gli impone di ributtare i pesci nel fiume, in quanto l'acqua è inquinata dalla vicina fabbrica di vernici: ecco perché appare di un azzurro così vivo. Marcovaldo non può far altro che ubbidire.

### Luna e gnac (estate)
Di notte, Marcovaldo vorrebbe mostrare ai figli le varie costellazioni dalla finestra della mansarda in cui vive, ma viene disturbato da un'insegna pubblicitaria al neon lampeggiante della ditta Spaak-Cognac, situata sul tetto di fronte. Una sera i suoi figli, armati di fionda, lanciano una raffica di sassolini contro l'insegna, spegnendola. Presto l'insegna viene riparata, ma a casa di Marcovaldo si presenta un agente pubblicitario della Cognac-Tomawak, principale concorrente della Spaak-Cognac. I due stringono un accordo, che prevede la distruzione dell’insegna rivale da parte dei figli di Marcovaldo ogni volta che verrà riparata. I figli eseguono e dopo qualche tempo la Spaak, travolta dai debiti per le continue riparazioni dell'insegna, fallisce, lasciando finalmente il cielo libero alla vista di Marcovaldo. Poco dopo però, sullo stesso tetto, viene montata una nuova insegna della Cognac-Tomawak, molto più grande e luminosa della precedente.

### La pioggia e le foglie (autunno)
Al lavoro, tra le altre cose, Marcovaldo deve occuparsi di una piantina posta nell'atrio. Vedendola sofferente, decide di lasciarla in cortile durante una giornata di pioggia e alla sera ottiene il permesso di portarla a casa, per farle prendere altra acqua. La pianta cresce e si irrobustisce, per cui Marcovaldo la porta in giro per la città sul portapacchi della bicicletta per tutto il finesettimana, sfruttando il brutto tempo. La pianta cresce allora tanto da sembrare un albero e non poter più stare nell'atrio della ditta. Marcovaldo viene quindi costretto a restituirla al vivaio, in cambio una più piccola. Marcovaldo non riesce tuttavia a separarsene e la porta di nuovo in giro con la bicicletta senza dirigersi al vivaio. Il tempo si è però nel frattempo rasserenato e la pianta appassisce rapidamente, tanto che alla sera rimane solo un lungo stecco privo di foglie.

### Marcovaldo al supermarket (inverno)
Una sera Marcovaldo porta la sua famiglia al supermarket, per la sola gioia di vedere gli altri fare acquisti, non avendo soldi. D'un tratto, si distacca dai famigliari e inizia riporre articoli in un carrello, ripromettendosi di rimetterli più tardi sugli scaffali, per provare il gusto di scegliere un prodotto senza dover pagare nulla. Giunto alla cassa però, scopre che i suoi famigliari hanno avuto la sua stessa idea. Quando viene annunciata l'imminente chiusura del supermarket, Marcovaldo e la sua famiglia si precipitano a svuotare i carrelli, ma invano, non resistendo alla tentazione di prendere altri prodotti. Alla fine, si introducono in una parte del supermarket ancora in costruzione e svuotano i carrelli nella benna di una gru.

### Fumo, vento e bolle di sapone (primavera)
I figli di Marcovaldo notano nelle cassette postali di tutto il quartiere dei volantini pubblicitari delle aziende produttrici detersivi, che danno diritto ad un campione gratuito nei negozi. Iniziano allora a raccoglierli tutti, imitati da altri ragazzi e sognano di arricchirsi vendendo porta a porta il detersivo così riscosso. Tuttavia, la trasformazione dei buoni in merce va per le lunghe e tra i produttori di detersivo si diffonde presto l'idea della presenza di una concorrenza sleale, derivata da merce rubata. Marcovaldo ordina allora ai figli di sbarazzarsi del detersivo riscosso ed essi di primo mattino si recano su un ponte per versarlo poi nel fiume. Il detersivo, sciogliendosi, libera un'immensa quantità di bolle di sapone che invade la città, creando stupore e scompiglio. Presto però le bolle svaniscono, sostituite dal fumo delle ciminiere.

### La città tutta per lui (estate)
In agosto la città si svuota e a ferragosto, quando se ne sono andati tutti, Marcovaldo è libero di fare ciò che vuole, come camminare in mezzo alle strade e attraversare col rosso. Inizia anche a vedere le cose in un altro modo: le vie come fondovalli e le case come montagne scoscese. Gli pare quasi che la città sia ora in balia di abitanti finora nascosti, come insetti e lombrichi e che la natura tenda a riaffiorare in quel mondo artificiale. Marcovaldo si imbatte però in una troupe che sta girando un servizio giornalistico, la quale, dopo averlo intervistato, gli chiede se può dare una mano. Presto i rumori e le apparecchiature della troupe invadono la piazza e la città da lui sognata svanisce, sostituita da quella di tutti i giorni.

### Il giardino dei gatti ostinati (autunno)
Durante la pausa pranzo, per ammazzare il tempo, Marcovaldo insegue talvolta un gatto, per vedere la città da una prospettiva diversa. Diventa così amico di un bel soriano, che lo porta a scoprire un ristorante di lusso. Da un lucernario sul tetto del ristorante, Marcovaldo riesce a pescare una trota da una vasca, ma il gatto gliela porta via. Inseguendo il soriano, Marcovaldo arriva nel giardino abbandonato di una villetta cadente, dove si ritrova una grande quantità di gatti. Scopre anche che tante persone portano regolarmente i loro avanzi ai gatti del giardino e che la villetta è proprietà di una vecchia marchesa decaduta, sui cui la gente ha opinioni contrastanti. Marcovaldo bussa alla porta della marchesa per riavere la sua trota e apprende dalla vecchia che è costantemente tenuta in ostaggio dai gatti, che le impediscono in ogni modo di vendere il terreno alle imprese edili e di trasferirsi altrove. Durante l'inverno successivo la marchesa muore e in primavera un'impresa allestisce un cantiere nel giardino, ma l'avanzamento dei lavori viene di nuovo ostacolato dai gatti e da altri animali della zona.

### I figli di Babbo Natale (inverno)
Marcovaldo viene incaricato dalla ditta Sbav di consegnare i regali natalizi ai suoi dipendenti, travestito da Babbo Natale. Suo figlio Michelino, dopo aver letto un testo scolastico, è deciso a fare un regalo a un bambino povero e Marcovaldo decide di portarlo con sé durante le consegne. Un giorno i due consegnano un pacco al figlio del presidente dell'Unione Incremento Vendite Natalizie, in una lussuosa villa. Nonostante i tanti regali, il bambino appare triste e annoiato e Michelino lo scambia quindi per un bambino povero. Corre a casa all'insaputa del padre e gli porta i regali da lui preparati, ovvero un martello, un tirasassi e dei fiammiferi, con cui il bambino distrugge tutta la casa, finalmente felice. Il giorno dopo Marcovaldo teme di venir licenziato, ma scopre invece che, dopo l'accaduto, la Sbav intende lanciare il Regalo Distruttivo, che, oltre a far divertire i bambini, permette di distruggere altri oggetti accelerando il ritmo dei consumi e vivacizzando il mercato.

## Marcovaldo in TV
Nel 1970 fu realizzata l'omonima serie televisiva con la regia di Giuseppe Bennati. Nelle sei puntate trasmesse su Rai 2, il protagonista viene interpretato da Nanni Loy. Nel cast figurano anche Daniela Goggi, Arnoldo Foà, Didi Perego. Le musiche sono di Sergio Liberovici, eseguite dalla Traditional jazz Studio-Praha e da Silva e i Circus. La canzone dei titoli Tran tran è cantata da Nino Ferrer e Silvana Aliotta.

## Edizioni
- Italo Calvino, Marcovaldo ovvero le stagioni in città, Einaudi, 1966,  p. 148.
- Italo Calvino, Marcovaldo, Garzanti, febbraio 1990,  p. 156.
- Italo Calvino, Marcovaldo, Arnoldo Mondadori, aprile 1994,  p. 134.
- Italo Calvino, Marcovaldo, Arnoldo Mondadori, gennaio 1993,  p. 140.